# Grabić
Grabić is een plaats in de gemeente Sopje in de Kroatische provincie Virovitica-Podravina. De plaats telt 145 inwoners (2001).